# أليكس فورست
أليكس فورست (بالإنجليزية: Alex Forrest)‏ (2 أبريل 1908 في المملكة المتحدة - ) هو لاعب كرة قدم بريطاني في مركز نصف الجناح. لعب مع نادي بيرنلي ونادي تشيسترفيلد وBo'ness F.C. ‏.